# Carol Royle

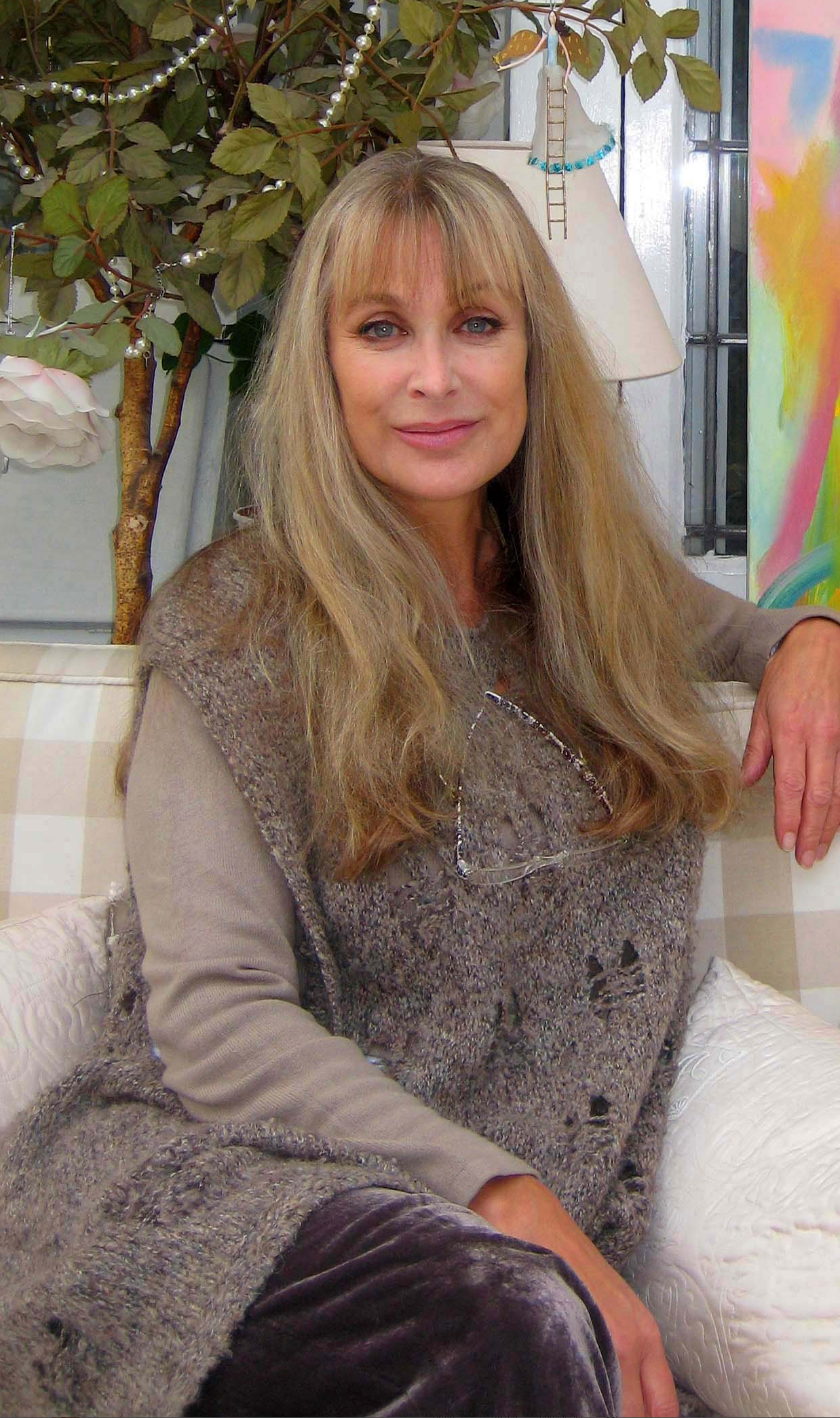
Carol Royle, 2011

Carol Royle (* 10. Februar 1954 in Blackpool, Lancashire, England) ist eine britische Schauspielerin.

## Leben
Royle wuchs als Tochter des Schauspielers Derek Royle und der Maskenbildnerin Jane Royle auf, ihre jüngere Schwester ist die Schauspielerin Amanda Royle. Sie wurde zwischen 1973 und 1976 an der Central School of Speech and Drama ausgebildet.
Sie begann ihre Film- und Fernsehkarriere 1978 mit Gastrollen in den britischen Fernsehserien Blake’s 7 und Die Profis. Im selben Jahr hatte sie ihr Leinwanddebüt mit einer kleinen Nebenrolle im Filmdrama Der große Grieche an der Seite von Anthony Quinn und Jacqueline Bisset. Bekanntheit beim britischen Fernsehpublikum erlangte sie durch die Rolle der Jenny Russell in der BBC-Sitcom Life Without George, die zwischen 1987 und 1989 ausgestrahlt wurde. Wiederkehrende Gastrollen spielte sie unter anderem als Lady Patricia Brewster in der ITV-Serie Heartbeat und als Victoria Payne in der Seifenoper Doctors.
Royle ist seit 1977 mit Julian Spear verheiratet, aus der Ehe gingen zwei Kinder hervor.

## Filmografie (Auswahl)

### Fernsehen
- 1978: Blake’s 7
- 1978: Die Profis (The Professionals)
- 1983: Jim Bergerac ermittelt (Bergerac)
- 1990–2016: Casualty (6 Folgen)
- 1997–2003: Heartbeat
- 1999: Grange Hill
- 2006: Doctors
- 2007: New Tricks – Die Krimispezialisten (New Tricks)
- 2017: Father Brown
- 2019: Shakespeare & Hathaway – Private Investigators
- 2019, 2020: Der junge Inspektor Morse (Endeavour, 5 Folgen)

### Film
- 1978: Der große Grieche (The Greek Tycoon)
- 1982: Tuxedo Warrior
- 2014: Miss in Her Teens